# Bay Harbor Islands
Bay Harbor Islands ist eine Stadt im Miami-Dade County im US-Bundesstaat Florida. Das U.S. Census Bureau hat bei der Volkszählung 2020 eine Einwohnerzahl von 5.922 ermittelt.

## Geographie
Das Stadtgebiet besteht aus zwei in der Biscayne Bay gelegenen Inseln. Auf der westlichen davon befinden sich ausschließlich Einfamilienhäuser, während auf der östlichen Insel ein Geschäftsviertel und Mehrfamilienhäuser existieren. Umliegende Kommunen sind North Miami, Bal Harbour, Surfside und Indian Creek.

## Geschichte
Die Stadt wurde durch Shepard Broad gegründet, der 1920 aus Pinsk in Russland kommend in die Vereinigten Staaten eingewandert war. 1945 erwarb Broad zwei unerschlossene Inseln zwischen dem Festland im Norden Miamis und der langgezogenen Insel, auf der Miami Beach liegt. 1947 wurde Bay Harbor Islands als Town eintragen. Sie wird heute von einem gewählten Stadtrat mit sieben Mitgliedern geführt.
Die erste Baugenehmigung wurde am 15. Juni 1947 beantragt und innerhalb von vier Jahren entstanden 46 Häuser, in denen etwa 550 Personen lebten. Das Konzept, auf der westlicheren 103 Acre großen Insel nur Einfamilienhäuser zuzulassen, stammt von Broad. Die östliche Insel hat eine Fläche von 150 Acre und auf ihr existiert neben Mehrfamilienwohnblocks auch ein kleines Geschäftsviertel.
1951 wurde die Straßenverbindung (der Broad Causeway) auf das Festland eröffnet.

### Demographische Daten
Laut der Volkszählung 2010 verteilten sich die damaligen 5628 Einwohner auf 3199 Haushalte. Die Bevölkerungsdichte lag bei 5628,0 Einw./km². 91,5 % der Bevölkerung bezeichneten sich als Weiße, 2,5 % als Afroamerikaner, 0,2 % als Indianer und 1,2 % als Asian Americans. 2,2 % gaben die Angehörigkeit zu einer anderen Ethnie und 2,3 % zu mehreren Ethnien an. 46,3 % der Bevölkerung bestand aus Hispanics oder Latinos.
Im Jahr 2010 lebten in 27,4 % aller Haushalte Kinder unter 18 Jahren sowie 29,1 % aller Haushalte Personen mit mindestens 65 Jahren. 55,3 % der Haushalte waren Familienhaushalte (bestehend aus verheirateten Paaren mit oder ohne Nachkommen bzw. einem Elternteil mit Nachkomme). Die durchschnittliche Größe eines Haushalts lag bei 2,17 Personen und die durchschnittliche Familiengröße bei 2,88 Personen.
23,1 % der Bevölkerung waren jünger als 20 Jahre, 25,2 % waren 20 bis 39 Jahre alt, 29,7 % waren 40 bis 59 Jahre alt und 21,9 % waren mindestens 60 Jahre alt. Das mittlere Alter betrug 41 Jahre. 46,5 % der Bevölkerung waren männlich und 53,5 % weiblich.
Das durchschnittliche Jahreseinkommen lag bei 55.731 $, dabei lebten 12,4 % der Bevölkerung unter der Armutsgrenze.
Im Jahr 2000 war Englisch die Muttersprache von 52,04 % der Bevölkerung, spanisch sprachen 43,90 % und 4,06 % hatten eine andere Muttersprache.

## Verkehr
Durch die Stadt führt die Florida State Road 922. Die nächsten Flughäfen sind der Opa-locka Executive Airport (national, 15 km entfernt) und der Miami International Airport (25 km).

## Kriminalität
Die Kriminalitätsrate lag im Jahr 2010 mit 78 Punkten (US-Durchschnitt: 266 Punkte) im niedrigen Bereich. Es gab eine Vergewaltigung, 28 Einbrüche, 30 Diebstähle und sechs Autodiebstähle.